# Venezuela en los Juegos Paralímpicos de Nueva York y Stoke Mandeville 1984
Venezuela estuvo representada en los Juegos Paralímpicos de Nueva York y Stoke Mandeville 1984 por seis deportistas masculinos. El equipo paralímpico venezolano no obtuvo ninguna medalla en estos Juegos.